# Kingston Kitchen
Kingston Kitchen ist eine niederländisch-deutsche Ska-Band.

## Bandgeschichte
Kingston Kitchen (auch Kingston Kitchen 809) wurde 2005 vom deutschen Reggae- und Ska-Interpreten Dr. Ring-Ding und einigen Mitgliedern der Rotterdam Ska-Jazz Foundation (Niederlande) gegründet. Die Band veröffentlichte im Jahr 2007 ihr Debütalbum Today’s Special auf dem amerikanischen Ska-Label Megalith Records. In den Jahren 2006 und 2007 tourte die Band intensiv durch Europa, seitdem wurden nur noch gelegentlich Konzerte gespielt. Die Musik von Kingston Kitchen ist stark am traditionellen jamaikanischen Ska orientiert.

## Diskografie
- 2007:  Today’s Special (CD/LP Megalith Records)